# A Topographical Dictionary of Ancient Rome
A Topographical Dictionary of Ancient Rome (Nederlands: Een topografische beschrijving van het antieke Rome) is een boek waarin de antieke monumenten van het oude Rome worden beschreven.
De dictionary werd oorspronkelijk geschreven door de Amerikaanse classicus en archeoloog Samuel Ball Platner, maar werd pas na zijn dood voltooid door de Britse archeoloog Thomas Ashby en in 1929 gepubliceerd. Gedurende ongeveer 50 jaar was dit hét standaardwerk op het gebied van de topografie van het Oude Rome. Het was daarmee de opvolger van de Forma Urbis van Rodolfo Lanciani.
In het boek worden alle bekende gebouwen en monumenten uit de klassieke periode beschreven, zowel van die waar archeologische resten van bekend zijn, als van de bouwwerken die alleen bekend zijn uit de klassieke literatuur.
In het Rome van de jaren 1930 werden in opdracht van Benito Mussolini grote archeologische opgravingen gehouden en ook in de periode na de Tweede Wereldoorlog tot in de huidige tijd zijn er veel nieuwe ontdekkingen gedaan en nieuwe inzichten gekomen. Hierdoor is de Topographical Dictionary uit 1929 tegenwoordig niet meer accuraat. In 1992 werd A New Topographical Dictionary of Ancient Rome van Lawrence Richardson jr. gepubliceerd, een modernere versie in de stijl van het origineel uit 1929. Het nieuwe standaardwerk voor Romeinse topografie is echter de Lexicon Topographicum Urbis Romae van Eva Margareta Steinby uit 1993, dat in 5 delen met 2300 artikelen het meest complete werk op dit gebied is.
A Topographical Dictionary of Ancient Rome is door zijn leeftijd in het publieke domein beschikbaar en vrij te lezen op diverse internetsites.